# Ilya Chernetsky
Ilya Chernetsky (né le 17 janvier 1984 à Saint-Pétersbourg, en Russie) est un coureur cycliste russe.

## Palmarès
- 2002
  - 3e étape de Liège-La Gleize
  - 3e de Liège-La Gleize